# Football League One 2024-2025
La EFL League One 2024-2025, conosciuta anche con il nome di Sky Bet League One per motivi di sponsorizzazione, è il 98º campionato inglese di calcio di terza divisione, nonché il 21º con la denominazione di League One. La stagione regolare ha avuto inizio il 9 agosto 2024 e si concluderà il 3 maggio 2025.

## Stagione

### Novità
Al termine della stagione precedente sono saliti direttamente in Championship il Portsmouth (al primo successo nella competizione) e il Derby County, che sono arrivati rispettivamente 1° e 2° al termine della stagione regolare, mentre l'Oxford Utd, piazzatosi 5°, è riuscito a raggiungere la promozione attraverso i play-off. 
Il Cheltenham Town (21°), il Fleetwood Town (22°), il Port Vale (23°) e il Carlisle Utd (24°) non sono riusciti, invece, a mantenere la categoria e sono retrocessi in League Two.
Queste sette squadre sono state rimpiazzate dalle tre retrocesse dalla Championship: Birmingham City, Huddersfield Town e Rotherham Utd e dalle quattro promosse provenienti dalla League Two: Stockport County, Wrexham (dopo vent'anni di assenza), Mansfield Town e Crawley Town (quest'ultimo dopo aver vinto i playoff).

### Formula
Le prime due classificate, più la vincente dei play off tra le squadre giunte dal 3º al 6º posto, vengono promosse in Championship, mentre le ultime quattro classificate retrocedono in League Two.

## Squadre partecipanti
| Squadra           | Città             | Stadio                       | Stagione precedente                                             |
| ----------------- | ----------------- | ---------------------------- | --------------------------------------------------------------- |
| Barnsley          | Barnsley          | Oakwell Stadium              | 6º posto in EFL League One                                      |
| Birmingham City   | Birmingham        | St Andrew's                  | 22º in EFL Championship, retrocesso                             |
| Blackpool         | Blackpool         | Bloomfield Road              | 8º posto in EFL League One                                      |
| Bolton            | Bolton            | University of Bolton Stadium | 3º posto in EFL League One                                      |
| Bristol Rovers    | Bristol           | Memorial Stadium             | 15º posto in EFL League One                                     |
| Burton Albion     | Burton upon Trent | Pirelli Stadium              | 20º posto in EFL League One                                     |
| Cambridge Utd     | Cambridge         | Abbey Stadium                | 18º posto in EFL League One                                     |
| Charlton          | Londra (Charlton) | The Valley                   | 16º posto in EFL League One                                     |
| Crawley Town      | Crawley           | Broadfield Stadium           | 7º posto in EFL League Two, promosso dopo aver vinto i play-off |
| Exeter City       | Exeter            | St James Park                | 13º posto in EFL League One                                     |
| Huddersfield Town | Huddersfield      | Kirklees Stadium             | 23º in EFL Championship, retrocesso                             |
| Leyton Orient     | Londra (Leyton)   | Brisbane Road                | 11º posto in EFL League One                                     |
| Lincoln City      | Lincoln           | Sincil Bank                  | 7º posto in EFL League One                                      |
| Mansfield Town    | Mansfield         | Field Mill                   | 3º posto in EFL League Two, promosso                            |
| Northampton Town  | Northampton       | Sixfields Stadium            | 14º posto in EFL League One                                     |
| Peterborough Utd  | Peterborough      | London Road Stadium          | 4º posto in EFL League One                                      |
| Reading           | Reading           | Madejski Stadium             | 17º posto in EFL League One                                     |
| Rotherham Utd     | Rotherham         | New York Stadium             | 24º in EFL Championship, retrocesso                             |
| Shrewsbury Town   | Shrewsbury        | New Meadow                   | 19º posto in EFL League One                                     |
| Stevenage         | Stevenage         | Broadhall Way                | 9º posto in EFL League One                                      |
| Stockport County  | Stockport         | Edgeley Park                 | 1º posto in EFL League Two, promosso                            |
| Wigan             | Wigan             | DW Stadium                   | 12º posto in EFL League One                                     |
| Wrexham           | Wrexham           | Racecourse Ground            | 2º posto in EFL League Two, promosso                            |
| Wycombe           | High Wycombe      | Adams Park                   | 10º posto in EFL League One                                     |

## Allenatori e primatisti
| Squadra           | Manager                                                                | Calciatore più presente (tra parentesi il numero delle presenze) | Cannoniere (tra parentesi il numero dei gol) |
| ----------------- | ---------------------------------------------------------------------- | ---------------------------------------------------------------- | -------------------------------------------- |
| Barnsley          | Darrell Clarke (1ª-42ª) Conor Hourihane (43ª-)                         | Davis Keillor-Dunn (45)                                          | Davis Keillor-Dunn (18)                      |
| Birmingham City   | Chris Davies                                                           | Alfie May (44)                                                   | Jay Stansfield (19)                          |
| Blackpool         | Neil Critchley (1ª-2ª) Steve Bruce (3ª-)                               | Robert Apter (45)                                                | Ashley Fletcher (11)                         |
| Bolton            | Ian Evatt (1ª-29ª) Steven Schumacher (30ª-)                            | Aaron Collins John McAtee (45)                                   | Aaron Collins (12)                           |
| Bristol Rovers    | Matt Taylor (1ª-20ª) David Horseman (20ª-21ª) Iñigo Calderón (22ª-)    | James Wilson (46)                                                | Ruel Sotiriou (6)                            |
| Burton Albion     | Mark Robinson (1ª-13ª) Tom Hounsell (14ª-20ª) Gary Bowyer (21ª-)       | Max Crocombe (43)                                                | Rumarn Burrell (11)                          |
| Cambridge Utd     | Garry Monk (1ª-32ª) Neil Harris (33ª-)                                 | James Brophy (46)                                                | Josh Stokes Elias Kachunga (7)               |
| Charlton          | Nathan Jones                                                           | Macaulay Gillesphey Conor Coventry Tyreece Campbell (44)         | Matt Godden (18)                             |
| Crawley Town      | Scott Lindsey (1ª-9ª) Rob Elliot (10ª-37ª) Scott Lindsey (38ª-)        | Panutche Camara Rushian Hepburn-Murphy (42)                      | Rushian Hepburn-Murphy (10)                  |
| Exeter City       | Gary Caldwell                                                          | Joe Whitworth (46)                                               | Millenic Alli (9)                            |
| Huddersfield Town | Michael Duff (1ª-36ª) Jon Worthington (37ª-)                           | Ben Wiles (45)                                                   | Josh Koroma (11)                             |
| Leyton Orient     | Richie Wellens                                                         | Charlie Kelman (46)                                              | Charlie Kelman (21)                          |
| Lincoln City      | Michael Skubala                                                        | Sean Roughan (46)                                                | James Collins (10)                           |
| Mansfield Town    | Nigel Clough                                                           | Jordan Bowery (44)                                               | Will Evans (13)                              |
| Northampton Town  | Jon Brady (1ª-18ª) Ian Sampson (19ª-21ª) Kevin Nolan (22ª-)            | Mitch Pinnock (46)                                               | Cameron McGeehan (10)                        |
| Peterborough Utd  | Darren Ferguson                                                        | Ricky-Jade Jones (46)                                            | Malik Mothersille Kwame Poku (12)            |
| Reading           | Ruben Selles (1ª-18ª) Noel Hunt (19ª-)                                 | Lewis Wing (46)                                                  | Harvey Knibbs (14)                           |
| Rotherham Utd     | Steve Evans (1ª-39ª) Matt Hamshaw (40ª-)                               | Joe Powell (46)                                                  | Sam Nombe (14)                               |
| Shrewsbury Town   | Paul Hurst (1ª-15ª) Gareth Ainsworth (16ª-37ª) Michael Appleton (38ª-) | Malvind Benning George Lloyd (44)                                | John Marquis (11)                            |
| Stevenage         | Alex Revell                                                            | Carl Piergianni (44)                                             | Dan Kemp (10)                                |
| Stockport County  | Dave Challinor                                                         | Kyle Wootton (46)                                                | Louie Barry (15)                             |
| Wigan             | Shaun Maloney (1ª-35ª) Glenn Whelan (36ª interim) Ryan Lowe (37ª-)     | Sam Tickle (46)                                                  | Dale Taylor (11)                             |
| Wrexham           | Phil Parkinson                                                         | Sam Smith (43)                                                   | 3 giocatori (8)                              |
| Wycombe           | Matt Bloomfield (1ª-30ª) Mike Dodds (31ª-)                             | Garath McCleary (43)                                             | Richard Kone (17)                            |

## Classifica[1]
Aggiornata al 4 maggio 2025
|  | Pos. | Squadra           | Pt  | G  | V  | N  | P  | GF | GS | DR  |
|  | ---- | ----------------- | --- | -- | -- | -- | -- | -- | -- | --- |
|  | 1.   | Birmingham City   | 111 | 46 | 34 | 9  | 3  | 84 | 31 | +53 |
|  | 2.   | Wrexham           | 92  | 46 | 27 | 11 | 8  | 67 | 34 | +33 |
|  | 3.   | Stockport County  | 87  | 46 | 25 | 12 | 9  | 72 | 42 | +30 |
|  | 4.   | Charlton          | 85  | 46 | 25 | 10 | 11 | 67 | 43 | +24 |
|  | 5.   | Wycombe           | 84  | 46 | 24 | 12 | 10 | 70 | 45 | +25 |
|  | 6.   | Leyton Orient     | 78  | 46 | 24 | 6  | 16 | 72 | 48 | +24 |
|  | 7.   | Reading           | 75  | 46 | 21 | 12 | 13 | 68 | 57 | +11 |
|  | 8.   | Bolton            | 68  | 46 | 20 | 8  | 18 | 67 | 70 | -3  |
|  | 9.   | Blackpool         | 67  | 46 | 17 | 16 | 13 | 72 | 60 | +12 |
|  | 10.  | Huddersfield Town | 64  | 46 | 19 | 7  | 20 | 58 | 55 | +3  |
|  | 11.  | Lincoln City      | 61  | 46 | 16 | 13 | 17 | 64 | 56 | +8  |
|  | 12.  | Barnsley          | 61  | 46 | 17 | 10 | 19 | 69 | 73 | -4  |
|  | 13.  | Rotherham Utd     | 59  | 46 | 16 | 11 | 19 | 54 | 59 | -5  |
|  | 14.  | Stevenage         | 57  | 46 | 15 | 12 | 19 | 42 | 50 | -8  |
|  | 15.  | Wigan             | 56  | 46 | 13 | 17 | 16 | 40 | 42 | -2  |
|  | 16.  | Exeter City       | 56  | 46 | 15 | 11 | 20 | 49 | 65 | -16 |
|  | 17.  | Mansfield Town    | 54  | 46 | 15 | 9  | 22 | 60 | 73 | -13 |
|  | 18.  | Peterborough Utd  | 51  | 46 | 13 | 12 | 21 | 68 | 81 | -13 |
|  | 19.  | Northampton Town  | 51  | 46 | 12 | 15 | 19 | 48 | 66 | -18 |
|  | 20.  | Burton Albion     | 47  | 46 | 11 | 14 | 21 | 49 | 66 | -17 |
|  | 21.  | Crawley Town      | 46  | 46 | 12 | 10 | 24 | 57 | 83 | -26 |
|  | 22.  | Bristol Rovers    | 43  | 46 | 12 | 7  | 27 | 44 | 76 | -32 |
|  | 23.  | Cambridge Utd     | 38  | 46 | 9  | 11 | 26 | 45 | 73 | -28 |
|  | 24.  | Shrewsbury Town   | 33  | 46 | 8  | 9  | 29 | 41 | 79 | -38 |

Legenda:
      Promosso in Football League Championship 2025-2026.
  Partecipa ai play-off.
      Retrocesso in Football League Two 2025-2026.
Regolamento:
Tre punti a vittoria, uno a pareggio, zero a sconfitta.
In caso di arrivo di due o più squadre a pari punti, la graduatoria verrà stilata secondo i seguenti criteri:
- differenza reti
- maggior numero di gol segnati
- classifica avulsa
- maggior numero di vittorie
- maggior numero di gol segnati in trasferta
- fair play
- spareggio

Note:

## Spareggi

### Play-off

#### Tabellone
|  | Semifinali | Semifinali              | Semifinali | Semifinali | Semifinali |  |  | Finale | Finale        | Finale |  |
|  |            |                         |            |            |            |  |  |        |               |        |  |
|  | 6          | Leyton Orient (4-1 dcr) | 2          | 1          | 3          |  |  |        |               |        |  |
|  | 3          | Stockport County        | 2          | 1          | 3          |  |  | 6      | Leyton Orient | 0      |  |
|  | 5          | Wycombe                 | 0          | 0          | 0          |  |  | 4      | Charlton      | 1      |  |
|  | 4          | Charlton                | 0          | 1          | 1          |  |  |        |               |        |  |

#### Semifinali
|                  | Risultati     |                  | Luogo e data              |
| ---------------- | ------------- | ---------------- | ------------------------- |
| Leyton Orient    | 2-2           | Stockport County | Leyton, 10 maggio 2025    |
| Stockport County | 1-1 (1-4 dcr) | Leyton Orient    | Stockport, 14 maggio 2025 |
|                  |               |                  |                           |
| Wycombe          | 0-0           | Charlton         | Wycombe, 11 maggio 2025   |
| Charlton         | 1-0           | Wycombe          | Charlton, 15 maggio 2025  |
|                  |               |                  |                           |

#### Finale
|          | Risultato |               | Luogo e data                     |
| -------- | --------- | ------------- | -------------------------------- |
| Charlton | 1-0       | Leyton Orient | Londra (Wembley), 25 maggio 2025 |
|          |           |               |                                  |

## Statistiche

### Squadre

#### Primati stagionali
Squadre
- Maggior numero di vittorie: Wrexham (4)
- Minor numero di vittorie: Leyton Orient (0)
- Maggior numero di pareggi: Burton Albion (3)
- Minor numero di pareggi: Lincoln City, Huddersfield Town, Exeter City, Peterborough Utd, Crawley Town, Wigan, Shrewsbury Town, Leyton Orient (0)
- Maggior numero di sconfitte: Shrewsbury Town, Leyton Orient (4)
- Minor numero di sconfitte: Wrexham, Stockport County, Birmingham City (0)
- Miglior attacco: Wrexham (11 reti)
- Peggior attacco: Stevenage, Bolton, Wigan, Leyton Orient (2 reti)
- Miglior difesa: Stockport County (1 rete subite)
- Peggior difesa: Blackpool (11 reti subite)
- Miglior differenza reti: Wrexham (+9)
- Peggior differenza reti: Leyton Orient (-6)

Partite

### Individuali

#### Classifica marcatori
| Gol |  |  | Giocatore          | Squadra                   |
| --- |  |  | ------------------ | ------------------------- |
| 21  |  |  | Charlie Kelman     | Leyton Orient             |
| 19  |  |  | Jay Stansfield     | Birmingham City           |
| 18  |  |  | Matt Godden        | Charlton                  |
| 18  |  |  | Davis Keillor-Dunn | Mansfield Town / Barnsley |
| 18  |  |  | Richard Kone       | Wycombe Wanderers         |
| 18  |  |  | Sam Smith          | Reading / Wrexham         |
| 16  |  |  | Alfie May          | Birmingham City           |
| 15  |  |  | Louie Barry        | Stockport County          |